# Defibrillatore

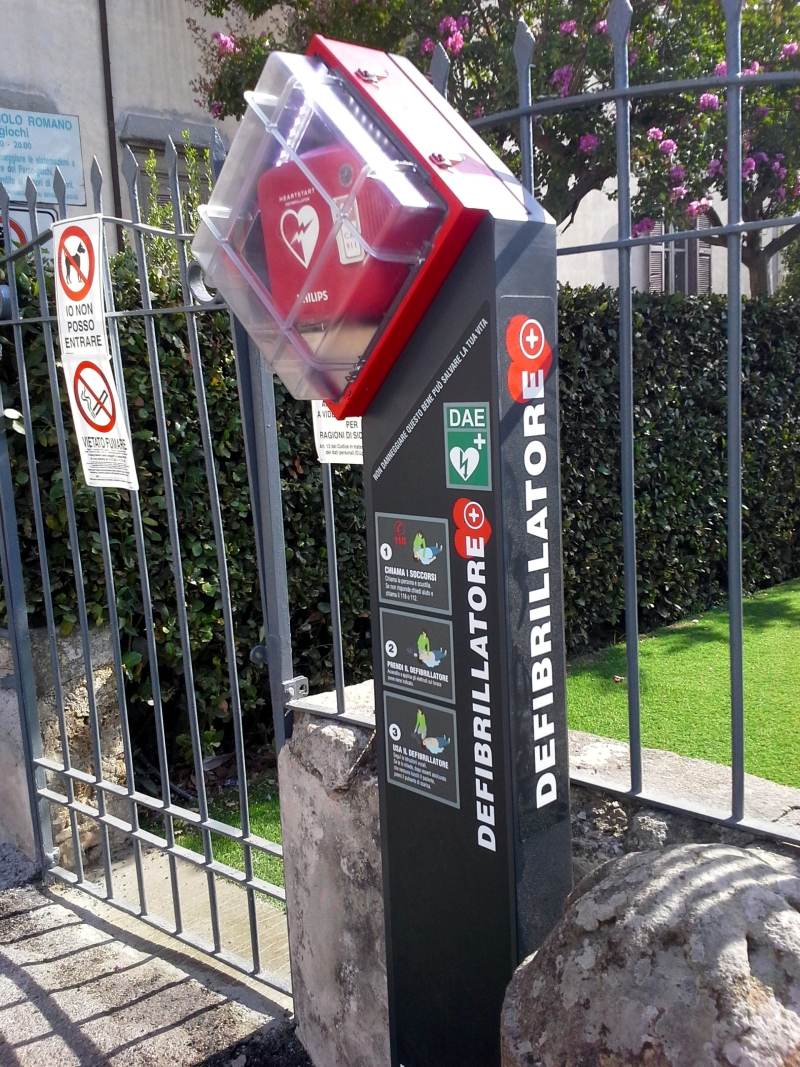
Esempio di defibrillatore semiautomatico pubblico ad Oriolo Romano.

Il defibrillatore è un dispositivo che rileva (ed eventualmente riconosce) le alterazioni del ritmo cardiaco, ed eroga, mediante l’intervento di un generatore di impulsi, se necessario e possibile, una scarica elettrica al cuore, definita defibrillazione, per ristabilirne la normale attività elettrica.

## Storia
Il primo defibrillatore portatile fu costruito in Irlanda del Nord da Frank Pantridge per un utilizzo soprattutto in ambiente extra-ospedaliero; il suo peso era di circa 50 kg, che lo rendeva piuttosto difficile da trasportare.

## Funzionamento
Lo scopo della defibrillazione è di annullare con una forte corrente elettrica l'attività elettrica del cuore, attraverso la depolarizzazione simultanea di gran parte delle cellule del miocardio: i pacemaker naturali del cuore possono così riprendere la loro normale attività.
Si distringono due tipologie di scariche: monofasica e bifasica. La defibrillazione monofasica consiste nella somministrazione di un’unica fase di corrente che procede in una direzione, mentre la defibrillazione bifasica somministra, in sequenza, due fasi elettriche di senso opposto. La scarica bifasica si è dimostrata nettamente più efficace di quella monofasica.

## Tipologie
Esistono principalmente due tipologie di defibrillatori: quelli impiantabili nell'organismo, che hanno funzionamento automatico, e quelli esterni, che possono avere funzionamento manuale o semiautomatico.
Il defibrillatore impiantabile, o ICD, rileva l'attività elettrica del cuore, discriminando in maniera autonoma tra aritmie sopraventricolari e aritmie ventricolari, e genera piccoli impulsi elettrici che possono eseguire una defibrillazione o fornire una stimolazione cardiaca fisiologica.

### Defibrillatori esterni
I defibrillatori manuali sono usati da personale sanitario addestrato ed erogano la scarica elettrica unicamente sotto comando dell'operatore, che può valutare l'attività elettrica attraverso un monitor che mostra una traccia elettrocardiografica e regolare l'energia di scarica (in Joule).
I defibrillatori semiautomatici sono in grado di analizzare e riconoscere automaticamente il segnale elettrocardiografico, e permettono l’erogazione della scarica sotto comando di un operatore unicamente quando viene riconosciuto un ritmo defibrillabile. Se avviene il contrario si deve ricominciare il massaggio cardio polmonare
I defibrillatori automatici (DAE) si differenziano dai semiautomatici in quanto erogano la scarica senza l'intervento esterno dell'operatore.

#### Piastre
Per eseguire la defibrillazione esterna è necessario apporre degli elettrodi specifici che per via della loro dimensione prendono il nome di piastre; queste possono essere di diverso tipo:
- Rigide: sono elementi rigidi riutilizzabili, muniti di una superficie elettroconduttiva, di un'impugnatura e di pulsanti per dare il comando di scarica elettrica; queste piastre, per una migliore conduzione elettrica, necessitano di gel elettroconduttivo o di piastre antiustione.
- Adesive: sono piastre monouso e adesive, che includono uno strato elettroconduttivo ed antiustione.